# Tecazo
Tecazo är en ort i Mexiko.   Den ligger i kommunen Cuetzalan del Progreso och delstaten Puebla, i den sydöstra delen av landet, 180 km öster om huvudstaden Mexico City. Tecazo ligger 392 meter över havet och antalet invånare är 365.
Terrängen runt Tecazo är huvudsakligen kuperad, men åt nordost är den platt. Terrängen runt Tecazo sluttar norrut. Runt Tecazo är det tätbefolkat, med 383 invånare per kvadratkilometer. Närmaste större samhälle är Olintla, 17,8 km väster om Tecazo. I omgivningarna runt Tecazo växer huvudsakligen savannskog.